# Liste der Kulturdenkmale in Chemnitz-Lutherviertel
In der Liste der Kulturdenkmale in Chemnitz-Lutherviertel sind die Kulturdenkmale des Chemnitzer Stadtteils Lutherviertel verzeichnet, die bis September 2024 vom Landesamt für Denkmalpflege Sachsen erfasst wurden (ohne archäologische Kulturdenkmale). Die Anmerkungen sind zu beachten.
Diese Aufzählung ist eine Teilmenge der Liste der Kulturdenkmale in Chemnitz.

## Liste der Kulturdenkmale in Chemnitz-Lutherviertel
| Bild                                    | Bezeichnung | Lage | Datierung                                                                                | Beschreibung | ID       |
| --------------------------------------- | --- | --- | ---------------------------------------------------------------------------------------- | --- | -------- |
|                                         | Wohnhausanlage mit vier Hausnummern (in baulicher Einheit mit Hans-Sachs-Straße 32/34), in Ecklage                                                                  | Bernhardstraße 16, 18 (Hans-Sachs-Straße 32, 34) (Karte) | 1925                                                                                     | Ausgeführt als zusammenhängende Wohnanlage, schlichte Mietsbauten mit sparsamen dekorativen Details, markante Akzentuierung der Ecksituation in Verbindung mit gegenüberliegenden Wohnhausanlage Hans-Sachs-Straße 25, 27 und 29, baugeschichtlich und städtebaulich von Bedeutung | 09202428 |
|                                         | Wohnhausanlage mit vier Hausnummern (bauliche Einheit mit Hans-Sachs-Straße 25-29) in geschlossener Bebauung, in Ecklage                                            | Bernhardstraße 20 (Hans-Sachs-Straße 25, 27, 29) (Karte) | 1925                                                                                     | Ausgeführt als zusammenhängende Wohnanlage, schlichte Mietsbauten mit sparsamen dekorativen Details, markante Akzentuierung der Ecksituation in Verbindung mit gegenüberliegenden Wohnhausanlage Nr. 32/34, baugeschichtlich von Bedeutung | 09202429 |
|                                         | Wohnhauszeile | Bernhardstraße 23, 25 (Karte) | Mitte 1950er Jahre                                                                       | Aus dem Straßenraum zurückgesetztes Gebäude, städtebaulich wirkungsvoll mit breitem Korbbogentor in der Mitte, welches in einer Achse mit weiteren Torbauten Richtung Rudolfstraße liegt, im Stil der Nationalen Bautradition der 1950er Jahre, baugeschichtlich von Bedeutung, baugeschichtlich von Bedeutung | 09202384 |
|                                         | Wohnhauszeile | Bernhardstraße 27, 29, 31 (Karte) | Mitte 1950er Jahre                                                                       | Qualitätsvoll gegliederter Zeilenbau mit straßenbildprägenden Risaliten, städtebaulicher Abschluss der Gebäudezeilen zwischen Uferstraße und Bernhardstraße, im Stil der Nationalen Bautradition der 1950er Jahre, baugeschichtlich von Bedeutung | 09202386 |
|                                         | Wohnhauszeile (mit Jahnstraße 18) | Bernhardstraße 30, 32 (Karte) | Mitte 1950er Jahre                                                                       | Viergeschossiger, schlichter Zeilenbau aus der Wiederaufbauzeit, städtebaulich markanter Baukörper, siehe auch Jahnstraße 18, baugeschichtlich von Bedeutung | 09202385 |
|                                         | Mietshaus in geschlossener Bebauung in Ecklage | Bernhardstraße 36 (Karte) | 1903                                                                                     | Mächtiger, städtebaulich wirksamer gründerzeitlicher Etagenwohnbau mit variationsreichem Fassadenschmuck, baugeschichtlich von Bedeutung | 09202381 |
|                                         | Mietshaus in geschlossener Bebauung | Bernhardstraße 38 (Karte) | Bezeichnet mit 1904                                                                      | Qualitätvolles Etagenwohnhaus mit symmetrischer, vertikal akzentuierter Fassadenkomposition, baugeschichtlich von Bedeutung | 09202382 |
|                                         | Mietshaus in geschlossener Bebauung | Bernhardstraße 39 (Karte) | 1899                                                                                     | Etagenwohnbau mit qualitätvoller Fassadengestaltung in Formen eines geometrischen Jugendstils, baugeschichtlich von Bedeutung | 09202440 |
|                                         | Mietshaus in ehemals geschlossener Bebauung | Bernhardstraße 40 (Karte) | 1894                                                                                     | Qualitätvoller, original erhaltener Klinkerbau mit interessanten Baudetails, baugeschichtlich von Bedeutung | 09202383 |
| Weitere Bilder                          | Mietshaus in geschlossener Bebauung | Bernhardstraße 41 (Karte) | 1914                                                                                     | Einfacher Etagenwohnbau mit qualitätvoller Fassadengestaltung, im Reformstil der Zeit um 1910, baugeschichtlich von Bedeutung | 09202441 |
| Weitere Bilder                          | Städtisches Verwaltungsgebäude in Ecklage | Carl-von-Ossietzky-Straße 18 (Gutenbergstraße 2) (Karte) | 1908                                                                                     | Repräsentativer Verwaltungsbau in städtebaulich bedeutsamer Lage an der Lutherkirche, baugeschichtlich von Bedeutung | 09201574 |
|                                         | Mietshaus in Ecklage | Carl-von-Ossietzky-Straße 23 (Karte) | 1910                                                                                     | Baugeschichtlich und städtebaulich von Bedeutung, in unmittelbarer Nähe der Lutherkirche gelegen, straßenbildprägend | 09302805 |
|                                         | Mietshaus in ehemals geschlossener Bebauung | Carl-von-Ossietzky-Straße 27 (Karte) | 1910                                                                                     | Baugeschichtlich und städtebaulich von Bedeutung, Jugendstilanklänge, in unmittelbarer Nähe der Lutherkirche gelegen | 09302806 |
| Direkt Bild zu diesem Denkmal hochladen | Mietshaus in geschlossener Bebauung | Carl-von-Ossietzky-Straße 29 (Karte) | 1908–1909                                                                                | Putzfassade, baugeschichtlich von Bedeutung. Der Reformstil prägt den 1908/1909 für den Bauunternehmer Reinhold Gleibe an der damaligen Garnisonstraße errichteten Mietshausbau. Für die Ausführung zeichnete das Baugeschäft der Gebrüder Gleibe verantwortlich. Nach Beschädigungen im Zweiten Weltkrieg erfuhr das Gebäude nach 1945 einige Veränderungen, unter anderem den Einbau einer neuen Hauseingangstür. Zwei in Zwerchhäuser endende Seitenrisalite klammern die in den Stockwerken zurückspringende, über vier Achsen reichende Fassadenfläche. Verputz und Sichtklinkermauerwerk werden durch Kunststeinformteile gegliedert. Über der Haustürrahmung liegt ein Vorsprung mit grün glasierten Dachziegeln als Deckung. Innen sind im Parterre zwei Mietbereiche eingeordnet, in den oberen Etagen jeweils drei Wohnungen sowie im Dachgeschoss neben Trockenboden und Bodenkammern lediglich einzelne Räume. Neben dem Massivtreppenhaus auf Eisenträgern der Firma Max H. König & Albert König hatten sich zum Zeitpunkt der Erfassung 2016 weitgehend die Innentüren (auch Balkon- und Speisekammer- sowie die AWC-Türen), Treppenhausfenster mit Resten farbigen Strukturglases, Terrazzo im Eingangsbereich und die Ausmalung des Treppenraumes bauzeitlich erhalten. | 09306529 |
| Weitere Bilder                          | Wohnhaus (drei Eingänge) der Wohnanlage, mit Vorgärten und Einfassungen (Einzeldenkmal der Sachgesamtheit Lindenhof 09202395)                                       | Carl-von-Ossietzky-Straße 42, 42a, 42b (Karte) | 1930                                                                                     | Einzeldenkmal der Sachgesamtheit Lindenhof; architektonisch bemerkenswerter Wohnkomplex mit traditionalistischen Formanklängen, baugeschichtliche und prägende städtebauliche Wirkung, siehe auch Clausstraße 112–126, Wartburgstraße 1a und Zschopauer Straße 187–193 | 09205463 |
|                                         | Mietshaus in Ecklage | Casparistraße 1 (Karte) | 1912                                                                                     | Städtebaulich wirksamer, qualitätvoller Etagenwohnbau, markantes geometrisches Ornament, weitgehend original, baugeschichtlich von Bedeutung | 09202422 |
|                                         | Mietshaus in geschlossener Bebauung mit Vorgarten | Casparistraße 3 (Karte) | 1912                                                                                     | Großes, imposantes Gebäude mit originaler Fassadengliederung und straßenbildprägendem Dacherker, baugeschichtlich von Bedeutung | 09202421 |
|                                         | Mietshaus in geschlossener Bebauung | Casparistraße 6 (Karte) | 1912                                                                                     | Baugeschichtlich von Bedeutung, im Reformstil der Zeit um 1910, von denkmalpflegerischem Interesse auf Grund der erhaltenen Putzornamentik und der originalen Eingangsgestaltung im Innern des Hauses | 09202420 |
| Direkt Bild zu diesem Denkmal hochladen | Doppelmietshaus in halboffener Bebauung | Casparistraße 8, 10 (Karte) | 1938                                                                                     | Davon Nr. 10 in Ecklage, als Zeugnis des schlichten versachlichten Wohnungsbaus der 1930er Jahre bau- und stadtentwicklungsgeschichtlich von Bedeutung | 09307354 |
| Weitere Bilder                          | Wohnhauszeile | Charlottenstraße 3, 3a, 5, 7, 9, 11 (Karte) | 1956                                                                                     | Sehr aufwendig gestaltete Gebäudezeile mit prägnanten dreigeschossigen Altanen, zurückspringendes Torhaus, dieses in einer Achse mit zwei weiteren Torhäusern liegend, städtebaulich bemerkenswerte Anordnung, im Stil der Nationalen Bautradition der Wiederaufbauzeit der 1950er Jahre, baugeschichtlich von Bedeutung | 09202415 |
| Weitere Bilder                          | Wohnhauszeile und Pergola zur Jahnstraße | Charlottenstraße 6, 8, 10, 12, 14 (Karte) | Mitte 1950er Jahre                                                                       | Traditionalistisch gestaltete Mietshauszeile mit straßenbildprägenden Eingangsrisaliten, zurückspringendes Torhaus, in einer Achse mit zwei weiteren Torhäusern angeordnet, städtebaulich von Bedeutung, im Stil der Nationalen Bautradition der Wiederaufbauzeit der 1950er Jahre | 09202416 |
|                                         | Mietshaus in halboffener Bebauung konzipiert, mit Vorgarten | Clausstraße 22 (Karte) | Ende 19. Jahrhundert                                                                     | Repräsentativer, späthistoristischer Mietsbau mit anspruchsvoller Fassadengestaltung, baugeschichtlich von Bedeutung | 09202388 |
|                                         | Mietshaus in halboffener Bebauung, mit Vorgarten | Clausstraße 28 (Karte) | Ende 19. Jahrhundert                                                                     | Einfacher gründerzeitlicher Mietsbau mit qualitätvoller Fassadengestaltung, weitgehend original, baugeschichtlich von Bedeutung | 09202389 |
|                                         | Mietshaus in ehemals geschlossener Bebauung | Clausstraße 62 (Karte) | Ende 19. Jahrhundert                                                                     | Qualitätvoller historistischer Etagenwohnbau mit kräftiger, gut erhaltener Fassadengliederung, baugeschichtlich von Bedeutung | 09202390 |
|                                         | Mietshaus in geschlossener Bebauung | Clausstraße 64 (Karte) | Um 1900                                                                                  | Weitgehend originaler Mietshausbau, symmetrische Fassadenanlage mit zum Teil aufwendigen Architekturdetails (Reliefkranzgesims mit weiblichen Köpfen), baugeschichtlich von Bedeutung | 09202391 |
| Weitere Bilder                          | Wohnhauszeile der Wohnanlage (Einzeldenkmal der Sachgesamtheit 09202395)                                                                                            | Clausstraße 112, 114, 116, 118, 120, 122, 124, 126 (Karte) | 1925 und später                                                                          | Einzeldenkmal der Sachgesamtheit Lindenhof; architektonisch bemerkenswerter Wohnkomplex mit traditionalistischen Formanklängen, baugeschichtliche und prägende städtebauliche Wirkung, siehe auch Carl-von-Ossietzky-Straße 42–42b, Wartburgstraße 1a, Zschopauer Straße 187–193 | 09205696 |
| Weitere Bilder                          | Wohnhauszeile der Wohnanlage (Einzeldenkmal der Sachgesamtheit 09202395)                                                                                            | Clausstraße 128, 130 (Karte) | Ende 1920er Jahre                                                                        | Einzeldenkmal der Sachgesamtheit Lindenhof; mit Läden, architektonisch bemerkenswerter Wohnkomplex mit traditionalistischen Formanklängen, baugeschichtliche und prägende städtebauliche Wirkung, siehe auch Carl-von-Ossietzky-Straße 42–42b, Wartburgstraße 1a, Zschopauer Straße 187–193 | 09202394 |
|                                         | Mietshaus in geschlossener Bebauung | Cranachstraße 6 (Karte) | Um 1905                                                                                  | Weitgehend original erhaltener Mietshausbau mit gestalterisch betonter Eingangssituation, baugeschichtlich von Bedeutung | 09202393 |
|                                         | Mietshaus in ehemals geschlossener Bebauung, Ecklage | Fichtestraße 8 (Karte) | 1912                                                                                     | Qualitätvolles Gebäude, markante Akzentuierung der Ecksituation, städtebaulich bedeutsam im Zusammenhang mit Senefelder Straße 1, wertvolle, original erhaltene Ladenausstattung mit Glasdecke und Kachelverkleidung, baugeschichtlich von Bedeutung | 09202402 |
|                                         | Mietshaus in geschlossener Bebauung | Fichtestraße 20 (Karte) | 1910                                                                                     | Qualitätvoller Etagenwohnbau, typisch für Reformarchitektur um 1910, baugeschichtlich von Bedeutung | 09202403 |
| Weitere Bilder                          | Kirche der Siebenten-Tags-Adventisten mit Vorgarten und Hof- und Garteneinfriedung aus Steinbögen (Adventhaus)                                                      | Hans-Sachs-Straße 9 (Karte) | 1922–1923                                                                                | Größeres Kirchengebäude mit Anbau und Kirchenmauer, stereometrischer Baukörper, in expressionistischer Formensprache gestaltet, baugeschichtlich von Bedeutung | 09202436 |
| Weitere Bilder                          | Wohnhaus (zwei Eingänge) in halboffener Bebauung | Hans-Sachs-Straße 11, 13 (Karte) | 1924                                                                                     | Einfache, gut proportionierte Wohnbebauung, die städtebaulich wirksam eine Straßenbiegung begleitet, baugeschichtlich von Bedeutung | 09202432 |
| Weitere Bilder                          | Wohnhauszeile (mit drei Hausnummern) in geschlossener Bebauung | Hans-Sachs-Straße 15, 17, 19 (Karte) | 1925                                                                                     | Wohnbauten mit repräsentativ gestalteter Eingangssituation, im traditionalistischen Stil der 1920er Jahre, baugeschichtlich von Bedeutung | 09302807 |
| Weitere Bilder                          | Wohnhaus (mit zwei Hausnummern) in halboffener Bebauung | Hans-Sachs-Straße 16a, 16b (Karte) | Um 1930                                                                                  | Im Erdgeschoss vermutlich ehemals Verwaltung einer Wohnbaugenossenschaft, schlichter Wohnbau mit repräsentativ gestalteter Eingangssituation und plastischem Schmuck, baugeschichtlich von Bedeutung | 09202433 |
| Weitere Bilder                          | Wohnhauszeile in geschlossener Bebauung | Hans-Sachs-Straße 18, 20, 20a, 22, 22a, 24, 24a, 26, 28 (Karte) | Um 1930                                                                                  | Sehr schlichte, jedoch anspruchsvoll gestaltete, vor allem städtebaulich bemerkenswerte Anlage, die drei Vorhöfe ausspart | 09202430 |
|                                         | Wohnhausanlage (mit vier Hausnummern, bauliche Einheit mit Bernhardstraße 20) in geschlossener Bebauung, in Ecklage                                                 | Hans-Sachs-Straße 25, 27, 29 (Bernhardstraße 20) (Karte) | 1925                                                                                     | Ausgeführt als zusammenhängende Wohnanlage, schlichte Mietsbauten mit sparsamen dekorativen Details, markante Akzentuierung der Ecksituation in Verbindung mit gegenüberliegenden Wohnhausanlage Nr. 32/34, baugeschichtlich von Bedeutung | 09202429 |
|                                         | Wohnhausgruppe mit verbindender Pergola | Hans-Sachs-Straße 31, 33, 35 (Karte) | Laut Auskunft 1955                                                                       | Ausgeführt als zusammenhängende Wohnanlage, qualitätvoll gestaltete Wohnbebauung der Wiederaufbauzeit, sparsames historisierendes Detail, weitestgehend original, baugeschichtlich von Bedeutung | 09202427 |
|                                         | Wohnhausanlage mit vier Hausnummern (in baulicher Einheit mit Bernhardstraße 18 und 16), in Ecklage                                                                 | Hans-Sachs-Straße 32, 34 (Bernhardstraße 16, 18) (Karte) | 1925                                                                                     | Ausgeführt als zusammenhängende Wohnanlage, schlichte Mietsbauten mit sparsamen dekorativen Details, markante Akzentuierung der Ecksituation in Verbindung mit gegenüberliegenden Wohnhausanlage Hans-Sachs-Straße 25, 27 und 29, baugeschichtlich und städtebaulich von Bedeutung | 09202428 |
|                                         | Drei Wohnhäuser in geschlossener Bebauung, ausgeführt als einheitliche Wohnhauszeile                                                                                | Hans-Sachs-Straße 36, 38, 40 (Karte) | Mitte 1950er Jahre                                                                       | Einfache Wohnbebauung der Wiederaufbauzeit, sparsam angedeutetes historisierendes Detail, weitestgehend original, baugeschichtlich und städtebaulich von Bedeutung | 09202426 |
|                                         | Wohnhaus in geschlossener Bebauung in Ecklage (bauliche Einheit mit Uferstraße 42)                                                                                  | Jahnstraße 1 (Karte) | Mitte 1950er Jahre                                                                       | Eckbebauung aus der Wiederaufbauzeit mit schlichter Fassadengestaltung, im Stil der nationalen Tradition, siehe auch Uferstraße 42, baugeschichtlich von Bedeutung | 09202380 |
|                                         | Mietshaus in geschlossener Bebauung | Jahnstraße 17 (Karte) | 1903                                                                                     | Gelbe Klinkerfassade mit feiner Gliederung, weitgehend original erhalten, baugeschichtlich von Bedeutung | 09202439 |
|                                         | Wohnhauszeile (mit Bernhardstraße 30/32) | Jahnstraße 18 (Karte) | Mitte 1950er Jahre                                                                       | Viergeschossiger, schlichter Zeilenbau aus der Wiederaufbauzeit, städtebaulich markanter Baukörper, siehe auch unter Bernhardstraße 30 und 32, baugeschichtlich und städtebaulich von Bedeutung | 09202387 |
|                                         | Mietshaus in geschlossener Bebauung | Jahnstraße 19 (Karte) | 1902                                                                                     | Streng gegliederter Etagenwohnbau mit kräftigem Fassadenrelief, weitgehend original, baugeschichtlich von Bedeutung | 09202370 |
| Weitere Bilder                          | Mietshaus in geschlossener Bebauung | Jahnstraße 20 (Karte) | 1902                                                                                     | Gut erhaltene Klinkerfassade, regelmäßig gestaltet, fein reliefierte Brüstungsfelder, baugeschichtlich von Bedeutung | 09202377 |
| Weitere Bilder                          | Wohnhaus in halboffener Bebauung | Jahnstraße 21 (Karte) | Mitte 1950er Jahre                                                                       | Schlichter, aber qualitätvoller Wohnhausbau des Wiederaufbaus der 1950er Jahre, Gebäude passt sich in seinen Proportionen geschickt dem gründerzeitlichen Nachbarn an, baugeschichtlich von Bedeutung | 09202448 |
| Weitere Bilder                          | Wohnhauszeile in halboffener Bebauung | Jahnstraße 22, 24, 26, 28, 30, 32 (Karte) | Mitte 1950er Jahre                                                                       | Traditionalistische Mietshäuser der Wiederaufbauphase, relativ zurückhaltende Fassadengliederung, baugeschichtlich und städtebaulich von Bedeutung | 09202378 |
| Weitere Bilder                          | Verwaltungsgebäude (ehemals FDJ-Leitung) | Jahnstraße 23 (Karte) | Um 1955                                                                                  | Durch seine Zweigeschossigkeit hervorgehobener, die Wohnbebauung unterbrechender Baukörper, durch geschossübergreifende Lisenen repräsentativ gegliedert, im Stil der „nationalen Tradition“ der 1950er Jahre, baugeschichtlich von Bedeutung | 09202376 |
| Weitere Bilder                          | Wohnhauszeile in halboffener Bebauung | Jahnstraße 25, 27 (Karte) | Mitte 1950er Jahre                                                                       | Schlichte, aber qualitätvolle Mietshäuser aus der Wiederaufbauzeit, zwei Gebäude mit interessanter Eingangsgestaltung und Fassadengliederung, baugeschichtlich und städtebaulich von Bedeutung | 09202449 |
|                                         | Mietshaus in ehemals geschlossener Bebauung in Ecklage | Jahnstraße 37 (Karte) | Bezeichnet mit 1903                                                                      | Einfacher gründerzeitlicher Etagenwohnbau mit städtebaulich wirksamer Bekrönung, baugeschichtlich von Bedeutung | 09202375 |
|                                         | Wohnhaus in halboffener Bebauung und Pergola | Jahnstraße 46 (Karte) | Mitte 1950er Jahre                                                                       | Schlichter Mietsbau in traditionalistischer Formensprache, zweigeschossige Erker prägend für das Straßenbild, von städtebaulicher Bedeutung als Kopf einer Zeile in einer einheitlich konzipierten Wohnanlage der Wiederaufbauphase der 1950er Jahre, baugeschichtlich von Bedeutung | 09202379 |
|                                         | Mietshaus in geschlossener Bebauung | Jahnstraße 48 (Karte) | 1903                                                                                     | Gut erhaltene gründerzeitliche Klinkerfassade, mittenbetont mit Dacherker, baugeschichtlich von Bedeutung | 09302808 |
|                                         | Wohnhauszeile in halboffener Bebauung | Jahnstraße 50, 52 (Karte) | Mitte 1950er Jahre                                                                       | Schlichte Wohnbauten der Wiederaufbauzeit, mit zurückhaltenden traditionalistischen Dekorationselementen, weitestgehend original, Teil einer einheitlich ausgeführten Wohnanlage, baugeschichtlich und städtebaulich von Bedeutung | 09202445 |
|                                         | Mietshaus in geschlossener Bebauung | Jahnstraße 53 (Karte) | 1905                                                                                     | Bemerkenswerter Etagenwohnbau mit schmuckreicher Fassadengestaltung, Jugendstil-Formanleihen, baugeschichtlich von Bedeutung | 09202374 |
|                                         | Mietshaus in geschlossener Bebauung | Jahnstraße 55 (Karte) | 1905                                                                                     | Bemerkenswerter Etagenwohnbau mit schmuckreicher Fassadengestaltung, variationsreiches Pflanzenornament, baugeschichtlich von Bedeutung | 09202373 |
|                                         | Mietshaus in geschlossener Bebauung | Jahnstraße 57 (Karte) | 1906                                                                                     | Typisches Etagenwohnhaus mit variationsreichem Fassadenschmuck, baugeschichtlich von Bedeutung | 09202372 |
| Direkt Bild zu diesem Denkmal hochladen | Mietshaus in geschlossener Bebauung | Jahnstraße 60 (Karte) | 1913                                                                                     | Sparsam gestalteter Etagenwohnbau mit bemerkenswerter Dekorationsmalerei im Treppenhaus, bau- und stadtentwicklungsgeschichtlich von Bedeutung. Das Mietshaus liegt in einem gründerzeitlichen Stadterweiterungsgebiet im Südosten der Stadt Chemnitz, welches nach der 1908 eingeweihten Lutherkirche benannt ist. Mit der fortschreitenden Industrialisierung wurde die noch unbebaute Fläche zwischen der stadtauswärts führenden Augustusburger und Zschopauer Straße nach und nach durch ein Wohnquartier mit Karreestruktur und mehrgeschossiger Blockrandbebauung verdrängt. Es handelt sich um ein viergeschossiges Gebäude in geschlossener Bebauung. Nach den historischen Adressbüchern der Stadt Chemnitz wurde es in den Jahren 1912/1913 für den Privatmann F. Kl. Schreiter gebaut, der nach Fertigstellung selbst eine Wohnung in der ersten Etage bezog. Im Vergleich zu Nachbargebäuden oder zeitgleich auf dem Kaßberg errichteten Mietshäusern ist die Fassade schlicht gestaltet, u.a. mit Sohlbankgesimsen und Putzlisenen, vereinzelten Schmuckformen sowie Sockelverkleidung und Hauseingang aus Kunststein. Die zwei nördlichen Fensterachsen erhielten eine risalitartige Akzentuierung. Das Gebäude wird von einem Satteldach mit drei stehenden Dachgaupen bekrönt. Im Inneren haben sich neben der bauzeitlichen Ausstattung (u.a. Haustür, Windfang, Terrazzofußböden im Treppenhaus, schmiedeeiserne Treppengeländer, Holzfenster, Wohnungs- und Zimmertüren, eine Kochmaschine und ein Kachelofen) auch eine bemerkenswerte und hochwertige Dekorationsmalerei erhalten. Sämtliche Wand- und Deckenflächen des Treppenhauses wurden mit kräftigen Farben geschmückt. Mittels Schablonen wurden gliedernde Bänder und Friese aber auch Flächen ornamental gestaltet. Besonders eindrucksvoll wirken die frei Hand gemalten Blumensträuße an den Decken, wobei in den einzelnen Etagen unterschiedliche Blüten im Vordergrund stehen, u.a. Anemonen, Vergissmeinnicht und Rosen. In mehreren Wohnräumen haben sich außerdem beachtliche Reste der bauzeitlichen Wandgestaltung mit Schablonenmalerei erhalten. Aufgrund seines weitgehend authentisch erhaltenen Zustandes, insbesondere im Hinblick auf die Treppenhausausmalung, sowie als Zeugnis des Wohnungsbaus um 1915 besitzt das Gebäude eine bau- und stadtentwicklungsgeschichtliche Bedeutung. | 09307347 |
|                                         | Doppelmietshaus in geschlossener Bebauung | Jahnstraße 65, 67 (Karte) | 1914                                                                                     | Zurückhaltender Mietsbau mit mittigem, ornamentiertem Erker, bemerkenswert auf Grund der im Eingangsbereich von Nr. 67 erhaltenen Malereien, baugeschichtlich von Bedeutung | 09202371 |
|                                         | Mietshaus in geschlossener Bebauung konzipiert | Jahnstraße 69 (Karte) | 1914                                                                                     | Baugeschichtlich von Bedeutung, im Reformstil der Zeit um 1910 | 09302809 |
| Weitere Bilder                          | Schulgebäude mit Turnhalle (Berufliches Schulzentrum für Wirtschaft I, ehemals Carl-Friedrich-Gauß-Gymnasium und Juri-Gagarin-Schule)                               | Lutherstraße 2 (Karte) | Bezeichnet mit 1961                                                                      | Aus drei miteinander verbundenen Baukörpern bestehende Schule mit Hauptbau, Klassentrakt und Turnhalle, qualitätvoller Schulbau vom Anfang der 1960er Jahre, städtebaulich von großer Bedeutung, da die Baukörper aus der Straßenflucht zurückweichen und somit in der Lutherstraße eine platzartige Erweiterung entsteht, architektonisch wertvolles Treppenhaus, baugeschichtlich und ortsgeschichtlich von Bedeutung | 09202423 |
| Weitere Bilder                          | Häuserzeile mit Mehrfamilienhäusern einschließlich integriertem Kiosk sowie Vorgärten und straßenbegleitenden, in zwei Reihen angeordneten Japanischen Zierkirschen | Lutherstraße 16, 18, 20, 22, 24, 26, 28, 30, 32, 34, 36, 38, 40 (Zschopauer Straße 111) (Karte)                                                                        | Um 1960                                                                                  | Einheitlich gestalteter Straßenzug mit gestalterisch bemerkenswerten Kopfbauten von baugeschichtlichem, stadtentwicklungsgeschichtlichem und städtebaulichem Wert | 09202424 |
|                                         | Exerzierhalle | Melanchthonstraße 2 (Karte) | 1888                                                                                     | Riesige, imposante Hallenanlage mit hohen Rundbogenfenstern, der gesamte Bau ruht auf schräg ansteigenden Bruchsteinmauern aus Porphyr, ortsgeschichtliche Bedeutung für Chemnitz als Garnisonsstadt (die dazugehörige Kaserne nahe der Zschopauer Straße nicht mehr vorhanden) | 09202411 |
| Weitere Bilder                          | Fabrik und Rückgebäude im Hof | Melanchthonstraße 4 (Karte) | Um 1900 (Rückgebäude); um 1910 (Fabrikgebäude)                                           | Außergewöhnlich prachtvoller und qualitätvoll gestalteter Fabrikbau im Originalzustand, von hoher Wirkung für das Straßenbild, baugeschichtlich und industriegeschichtlich von Bedeutung | 09202410 |
| Weitere Bilder                          | Schule und zwei Turnhallen (ehemals Rudolfschule) | Rudolfstraße 12 (Karte) | 1889                                                                                     | Schulhausbau aus der Ära des Stadtbaurates Hechler, schlichter Klinkerbau, weitestgehend original erhalten, baugeschichtlich von Bedeutung | 09202418 |
| Weitere Bilder                          | Zwei Mietshauszeilen | Rudolfstraße 24, 26, 28, 31, 33, 35 (Karte) | Mitte 1950er Jahre                                                                       | Straßenraumgestaltende Mietshauszeilen (Nr. 24–28, Nr. 31–35), schlichte ausgewogene Fassadengliederung mit traditionalistischen Elementen, vgl. auch Nr. 30 und 37, städtebaulich von Bedeutung | 09202419 |
| Weitere Bilder                          | Zwei Mietshäuser | Rudolfstraße 30, 37 (Karte) | Mitte 1950er Jahre                                                                       | Schlichte Mietshäuser aus der Wiederaufbauzeit, von städtebaulicher Bedeutung für die Rudolfstraße, da sie die Achse zwischen den Torhäusern bilden, vgl. auch Nr. 24–28 und 31–35 | 09202417 |
|                                         | Mietshaus in Ecklage | Senefelderstraße 1 (Karte) | 1912                                                                                     | Sparsam gegliederter Putzbau mit geometrischem Ornament, Akzentuierung der Straßenecke, Reste von Malerei im Eingangsbereich, bedeutsam im Zusammenhang mit Fichtestraße 8 | 09202404 |
|                                         | Mietshaus in geschlossener Bebauung | Senefelderstraße 5 (Karte) | 1913                                                                                     | Sparsam, jedoch anspruchsvoll in Formen eines Reform- und späten Jugendstils gestalteter Putzbau, weitestgehend original, Malereien im Eingangsbereich, baugeschichtlich von Bedeutung | 09202408 |
|                                         | Mietshaus in geschlossener Bebauung | Senefelderstraße 9 (Karte) | 1900                                                                                     | Zurückhaltender Etagenwohnbau, Formelemente eines Reform- und späten Jugendstils, weitestgehend original, baugeschichtlich von Bedeutung | 09202409 |
|                                         | Mietshaus in geschlossener Bebauung in Ecklage | Senefelderstraße 11 (Karte) | 1911                                                                                     | Durch einen hoch aufragenden Giebel die städtebauliche Situation beherrschender, bemerkenswerter Etagenwohnbau, im Reformstil der Zeit um 1910, baugeschichtlich von Bedeutung | 09202406 |
|                                         | Mietshaus in geschlossener Bebauung | Senefelderstraße 13 (Karte) | 1900                                                                                     | Sparsam gegliederter Etagenwohnbau mit variationsreichem vegetabilem Ornament, im Reform- und späten Jugendstil, weitestgehend original, baugeschichtlich von Bedeutung | 09202407 |
|                                         | Mietshaus in Ecklage | Uferstraße 26 (Karte) | 1914                                                                                     | Anspruchsvoll gestalteter Putzbau, im Reformstil der Zeit um 1910, in städtebaulich bedeutsamer Situation, weitestgehend original erhalten, baugeschichtlich von Bedeutung | 09202442 |
|                                         | Wohnhauszeile in halboffener Bebauung und Pergola | Uferstraße 28, 30 (Karte) | Um 1955                                                                                  | Zeilenbau aus der Wiederaufbauzeit, im Stil der „nationalen Tradition“, schlichte Gestaltung, städtebaulich von Bedeutung | 09202412 |
|                                         | Wohnhauszeile und Pergola | Uferstraße 32, 34, 36, 38, 40 (Karte) | Um 1955                                                                                  | Qualitätvolle Architektur des Wiederaufbaus, im Stil der „nationalen Tradition“, Zeilenbau mit je einem Kopfbau, dieser risalitartig vorspringend, baugeschichtlich und städtebaulich von Bedeutung | 09202413 |
|                                         | Wohnhaus in geschlossener Bebauung (bauliche Einheit mit Jahnstraße 1)                                                                                              | Uferstraße 42 (Karte) | Mitte 1950er Jahre                                                                       | Bebauung aus der Wiederaufbauzeit mit schlichter Fassadengestaltung, im Stil der „nationalen Tradition“, siehe auch Jahnstraße 1, baugeschichtlich und städtebaulich von Bedeutung | 09202414 |
| Weitere Bilder                          | Wohnhaus der Wohnanlage (Einzeldenkmal der Sachgesamtheit 09202395)                                                                                                 | Wartburgstraße 1a (Karte) | 1928                                                                                     | Einzeldenkmal der Sachgesamtheit Lindenhof; architektonisch bemerkenswerter Wohnkomplex mit traditionalistischen Formanklängen, baugeschichtliche und prägende städtebauliche Wirkung, siehe auch Carl-von-Ossietzky-Straße 42–42b, Clausstraße 112–128, Zschopauer Straße 187–193 | 09205462 |
| Weitere Bilder                          | Villa mit Vorgarten | Zschopauer Straße 101 (Karte) | 3. Viertel 19. Jahrhundert                                                               | In städtebaulich prägnanter Lage befindliche, gründerzeitliche Villa, weitestgehend original erhalten, baugeschichtlich von Bedeutung | 09202399 |
| Weitere Bilder                          | Häuserzeile mit Mehrfamilienhäusern einschließlich integriertem Kiosk sowie Vorgärten und straßenbegleitenden, in zwei Reihen angeordneten Japanischen Zierkirschen | Zschopauer Straße 111 (Lutherstraße 16, 18, 20, 22, 24, 26, 28, 30, 32, 34, 36, 38, 40) (Karte)                                                                        | Um 1960                                                                                  | Einheitlich gestalteter Straßenzug mit gestalterisch bemerkenswerten Kopfbauten von baugeschichtlichem, stadtentwicklungsgeschichtlichem und städtebaulichem Wert | 09202424 |
| Weitere Bilder                          | Lutherkirche mit Ausstattung, Kirchplatz mit Zufahrt und Luthereiche                                                                                                | Zschopauer Straße 151 (Karte) | 1905–1908 (Kirche); nach 1905 (Altar und Kanzel); 1908 (Altarbild); nach 1915 (Kruzifix) | Monumentales Kirchengebäude in neoromanischen Formen nach Plänen des Berliner Architekten Otto Kuhlmann, einer der ersten Stahlbetonbauten mit Werksteinverkleidung in Chemnitz, städtebauliche Dominante des Lutherviertels, baugeschichtlich, künstlerisch und landschaftsgestaltend von Bedeutung | 09202438 |
|                                         | Kriegerdenkmal für die Gefallenen des Ersten Weltkrieges | Zschopauer Straße 151 (Karte) | Nach 1918                                                                                | Ortsgeschichtlich und künstlerisch von Bedeutung. Im Nordwestbereich ein als Tor gestaltetes Kriegerdenkmal des Ersten Weltkrieges mit Aufschriften (auf der Südostseite: „WIE SIND DIE HELDEN GEFALLEN“, auf der Nordwestseite: „MEINE SEELE IST STILLE ZU GOTT.“) und acht Tafeln mit den Namen der Gefallenen und später Gestorbenen (1914–1918 und 1919–1931) | 09307415 |
| Weitere Bilder                          | Mietshaus in ehemals geschlossener Bebauung | Zschopauer Straße 161 (Karte) | 1910                                                                                     | Anspruchsvoll gestaltetes Etagenwohnhaus in den Formen eines späten, geometrisierenden Jugendstils, eines der wenigen noch originalen Gebäude in der Umgebung der Lutherkirche, baugeschichtlich von Bedeutung | 09202396 |
|                                         | Baum's Ballhaus: Gasthaus in offener Bebauung (rückwärtiger Ballsaal vor 2009 abgebrochen)                                                                          | Zschopauer Straße 169a (Karte) | 2. Drittel 19. Jahrhundert                                                               | Wertvoller Zeuge der frühesten Bebauung im Viertel, bedeutsam als historisches Vergnügungslokal, ortsgeschichtlich und baugeschichtlich von Bedeutung | 09202398 |
| Weitere Bilder                          | Wohnanlage Lindenhof (Sachgesamtheit) | Zschopauer Straße 187, 189, 191, 193 (Carl-von-Ossietzky-Straße 42, 42a, 42b; Clausstraße 112, 114, 116, 118, 120, 122, 124, 126, 128, 130; Wartburgstraße 1a) (Karte) | Ende 1920er Jahre                                                                        | Sachgesamtheit Wohnanlage Lindenhof, mit folgenden Einzeldenkmalen sowie Vorgärten und Einfassungen, Straßengrün und Wohnhof mit Baumbestand als Sachgesamtheitsteile: - Wohnhäuser Carl-von-Ossietzky-Straße 42, 42a, 42b (siehe 09205463) - Clausstraße 112, 114, 116, 118, 120, 122, 124, 126 (siehe 09205696) - Clausstraße 128, 130 (siehe 09202394) - Wartburgstraße 1a (siehe 09205462) - Zschopauer Straße 187, 189, 191, 193 (siehe 09205697) Architektonisch bemerkenswerter Wohnkomplex mit traditionalistischen Formanklängen, baugeschichtliche und prägende städtebauliche Wirkung. | 09202395 |
| Weitere Bilder                          | Wohnhauszeile einer Wohnanlage (Einzeldenkmale der Sachgesamtheit 09202395)                                                                                         | Zschopauer Straße 187, 189, 191, 193 (Karte) | 1925 und später                                                                          | Einzeldenkmale der Sachgesamtheit Lindenhof; architektonisch bemerkenswerter Wohnkomplex mit traditionalistischen Formanklängen, baugeschichtliche und prägende städtebauliche Wirkung, siehe auch Carl-von-Ossietzkystraße 42–42b, Clausstraße 112–126 und Wartburgstraße 1a | 09205697 |

## Ehemalige Denkmäler
| Bild                                    | Bezeichnung         | Lage                                             | Datierung              | Beschreibung | ID       |
| --------------------------------------- | ------------------- | ------------------------------------------------ | ---------------------- | --- | -------- |
| Direkt Bild zu diesem Denkmal hochladen | Wohnanlage          | Hans-Sachs-Straße 2, 4, 6, 8, 10, 12, 14 (Karte) | Mitte der 1920er Jahre | Abgerissen 2009, ehemals im Eigentum der GGG, Streichung aus der Denkmalliste vor 2010 |          |
|                                         | Wohnhaus in Ecklage | Jahnstraße 47 (Karte)                            | Mitte 1950er Jahre     | Schlichter, jedoch qualitätvoller Wohnbau der Wiederaufbauzeit, mit zurückhaltenden traditionalistischen Gestaltungselementen, Teil einer einheitlich konzipierten Wohnanlage auf der gegenüberliegenden Straßenseite, Kopf einer Zeile, baugeschichtlich von Bedeutung | 09202446 |
|                                         | Mietshaus           | Senefelder Straße 10 (Karte)                     |                        | Erhalten, Streichung aus der Denkmalliste 2010 |          |
| Direkt Bild zu diesem Denkmal hochladen | Mietshaus           | Senefelder Straße 14 (Karte)                     | 1911                   | Abgerissen zwischen 2006 und 2009, Streichung aus der Denkmalliste 2010 |          |

## Tabellenlegende
- Bild: Bild des Kulturdenkmals, ggf. zusätzlich mit einem Link zu weiteren Fotos des Kulturdenkmals im Medienarchiv Wikimedia Commons. Wenn man auf das Kamerasymbol klickt, können Fotos zu Kulturdenkmalen aus dieser Liste hochgeladen werden:
- Bezeichnung: Denkmalgeschützte Objekte und ggf. Bauwerksname des Kulturdenkmals
- Lage: Straßenname und Hausnummer oder Flurstücknummer des Kulturdenkmals. Die Grundsortierung der Liste erfolgt nach dieser Adresse. Der Link (Karte) führt zu verschiedenen Kartendiensten mit der Position des Kulturdenkmals. Fehlt dieser Link, wurden die Koordinaten noch nicht eingetragen. Sind diese bekannt, können sie über ein Tool mit einer Kartenansicht einfach nachgetragen werden. In dieser Kartenansicht sind Kulturdenkmale ohne Koordinaten mit einem roten bzw. orangen Marker dargestellt und können durch Verschieben auf die richtige Position in der Karte mit Koordinaten versehen werden. Kulturdenkmale ohne Bild sind an einem blauen bzw. roten Marker erkennbar.
- Datierung: Baubeginn, Fertigstellung, Datum der Erstnennung oder grobe zeitliche Einordnung entsprechend des Eintrags in der sächsischen Denkmaldatenbank
- Beschreibung: Kurzcharakteristik des Kulturdenkmals entsprechend des Eintrags in der sächsischen Denkmaldatenbank, ggf. ergänzt durch die dort nur selten veröffentlichten Erfassungstexte oder zusätzliche Informationen
- ID: Vom Landesamt für Denkmalpflege Sachsen vergebene, das Kulturdenkmal eindeutig identifizierende Objekt-Nummer. Der Link führt zum PDF-Denkmaldokument des Landesamtes für Denkmalpflege Sachsen. Bei ehemaligen Kulturdenkmalen können die Objektnummern unbekannt sein und deshalb fehlen bzw. die Links von aus der Datenbank entfernten Objektnummern ins Leere führen. Ein ggf. vorhandenes Icon  führt zu den Angaben des Kulturdenkmals bei Wikidata.

## Ausführliche Denkmaltexte
1. ↑  Kirche der Siebenten-Tags-Adventisten in der Hans-Sachs-Straße 9:

Die Baugenehmigung für das Adventhaus wurde 1922 erteilt, Bauherr war die Mitteldeutsche Grundstücksgesellschaft Charlottenburg. Die Bauleitung wurde dem Chemnitzer Architekten Willy Schönefeld übertragen. Der Gebäudekomplex wurde offensichtlich kurz nach Erteilung der Baugenehmigung vollständig errichtet, dabei wurden Stützen und Dachbinder einer ehemaligen Reithalle vermutlich aus Salzwedel (mündliche Auskunft der Eigentümer) genutzt. Es handelt sich hierbei um die Dachkonstruktion einer einschiffigen Halle mit Tonnendach, wie sie in der 2. Hälfte des 19. Jahrhunderts offensichtlich für Lagerhallen oder Festhallen gebräuchlich war. Diese verschraubte Binderkonstruktion wurde zum Überspannen des Mittelschiffes genutzt und in den eigentlichen, die Kirche überspannenden Dachstuhl eingefügt.

1927 wurde durch den Chemnitzer Baumeister Friedrich Klammt ein Vorführraum in das Adventhaus eingebaut. Ende der 1950er Jahre erfolgte die Renovierung des Gemeindehauses. Der giebelständig zur Straße stehende Saalbau ordnet sich durch seine architektonische Gestaltung in das zeitgleich entstandene Wohngebiet ein und bildet mit diesem ein architektonisch wertvolles Bauensemble der 1920er Jahre. Der verputzte Ziegelbau wird durch ein flachgeneigtes Satteldach abgeschlossen. Die Fassadengestaltung wird getragen durch Stilelemente der Art-Déco-Architektur, jedoch durch die für Sachsen Mitte der 1920er Jahre charakteristische reduzierte Formensprache. Die Straßengiebelseite des breitgelagerten, dort zweigeschossigen Gebäudes wird geprägt durch drei, in der Fassadenmitte angeordnete, zurückspringende Fensterachsen, die jeweils durch Dreieckgiebel bekrönt werden. Flankiert werden diese an den Hausecken durch risalitartige Mauervorsprünge. Über dem Hauptgeschoss (an der Giebelseite den zwei Geschossen) wurde etwas zurückversetzt ein Attikageschoss errichtet, das an der Giebelseite die Bezeichnung „Adventhaus“ aus aufgesetzten Einzelbuchstaben trägt.

Wiederum zurückversetzt ist das abschließende Satteldach. Die beiden Längsseiten des Adventhauses weisen eine ähnliche Gestaltung auf. Die Saalfenster, sprossengeteilte Rechteckfenster, wurden paarweise (Zwillingsfenster) in regelmäßigen Abständen erhöht angeordnet, jeweils flankiert durch Lisenen, die durch Gebälk und Dreieckgiebel miteinander verbunden wurden. Unter einigen der Fenster wurden die zweiflügligen Saaltüren angeordnet, die jedoch durch dem historischen Vorbild nicht entsprechende Holztüren ersetzt wurden. Das Attikageschoss weist an beiden Längsseiten drei rechteckige Fensteröffnungen (Belüftung) auf. Die unterschiedliche Struktur des Außenputzes bildet neben der beschriebenen Fassadengliederung ein wichtiges Gestaltungselement dieses Bauwerkes. Winkelförmig, zurückversetzt von der Straße, wurde der niedrigere Seitenflügel angebaut, der stilistisch mit dem Hauptbau eine Einheit bildet. Durch die Gebäudeanordnung entstand ein Vorhof, der durch Arkaden eingefriedet wurde. Im ebenfalls durch ein Satteldach abgeschlossenen Seitenflügel befindet sich der Haupteingang des Gemeindehauses, durch den der Eintritt in das große, aber schmucklose Vestibül gewährt wird. Das zeittypische Interieur – Türen mit großen Glaseinsätzen (ornamentale Glasätzungen), Rahmenfüllungstüren, Pfeiler, die halbgewendelte Treppe zur Empore – blieb erhalten. Dieser Raum bildet das Verbindungsglied zwischen der Hausmeisterwohnung, dem Saal, der Empore und einem kleineren, an das Kirchenschiff anschließenden Saal. Der dreischiffige Saal mit niedrigen Seitenschiffen wird durch ein spitzbogiges Tonnengewölbe überwölbt. Kräftige, durch Gurtbögen verbundene Pfeiler werden zum wesentlichen Gestaltungselement des schmucklosen, sachlich gestalteten Raumes. Zwischen den Pfeilern wurden die Zwillingsfenster mit Bleiglaseinsätzen angeordnet (Farbglasscheiben ohne bildliche Darstellungen). Der Raum schließt an der Ost- und der Westseite gerade ab. Im Osten befindet sich eine eingeschossige Empore mit schmuckloser Brüstung. Die Westseite wird durch acht, in ihrem Grundriss dreieckige Mauervorlagen gegliedert, die ursprünglich als Hintergrund der nicht mehr erhaltenen Kanzel dienten. An der gleichen Wand befindet sich heute der Prospekt der neueren Jehmlich-Orgel. Auf Grund der religiösen Auffassungen der Adventgemeinde weist der Gemeinderaum keinen bildlichen Schmuck auf. Die bewegliche Ausstattung aus der Erbauungszeit des Adventhaus blieb nicht erhalten.

Das Adventhaus von Chemnitz ist der älteste und zugleich größte als Gemeindehaus einer Adventistengemeinde errichtete Bauwerk. Durch seine Architektur und seine städtebauliche Anordnung im Stadtgebiet wird zugleich die Größe, der Einfluss und die Bedeutung der Adventistengemeinde in der Stadt Chemnitz im 1. Drittel des 20. Jahrhunderts deutlich. Gleichzeitig ist dieses Gebäude auf Grund seines guten Originalzustandes ein eindrucksvolles Beispiel für die Architektur- und Kunstgeschichte Sachsens im 20. Jahrhundert.

Das öffentliche Erhaltungsinteresse und somit die Denkmalwürdigkeit des Gemeindehauses mit seinen Nebenanlagen ergibt sich somit aus der baugeschichtlichen und stadtgeschichtlichen sowie religionsgeschichtlichen Bedeutung. Es entstand ein Gesamtkunstwerk, welches sich gut in die zeitgleich entstandene Wohnbebauung einfügte, woraus sich auch die große städtebauliche Bedeutung ableitet.